# غابة بوحمامة
غابة بوحمامة هي غابة تقع في منطقة أوراس بالجزائر بين ولاية باتنة وولاية خنشلة، كان موضوع دراسات من قبل وزير الزراعة الجزائري بشأن التنوع البيولوجي، تدار هذه الغابة من قبل هيئة حماية غابات خنشلة تحت إشراف المديرية العامة للغابات (DGF).

## الحرائق
عانت غابة بوحمامة من الحرائق التي أتلفت العديد من أشجار الصنوبر الحلبي وأشجار البلوط بالإضافة إلى الأشجار المثمرة.

## معرض الصور

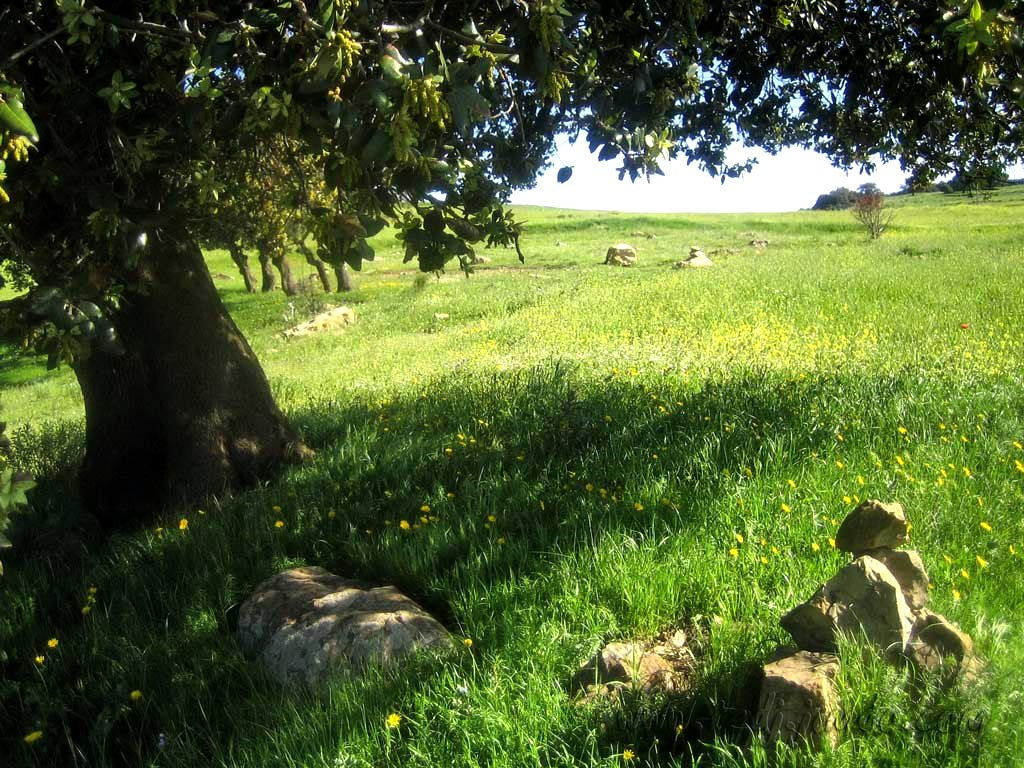
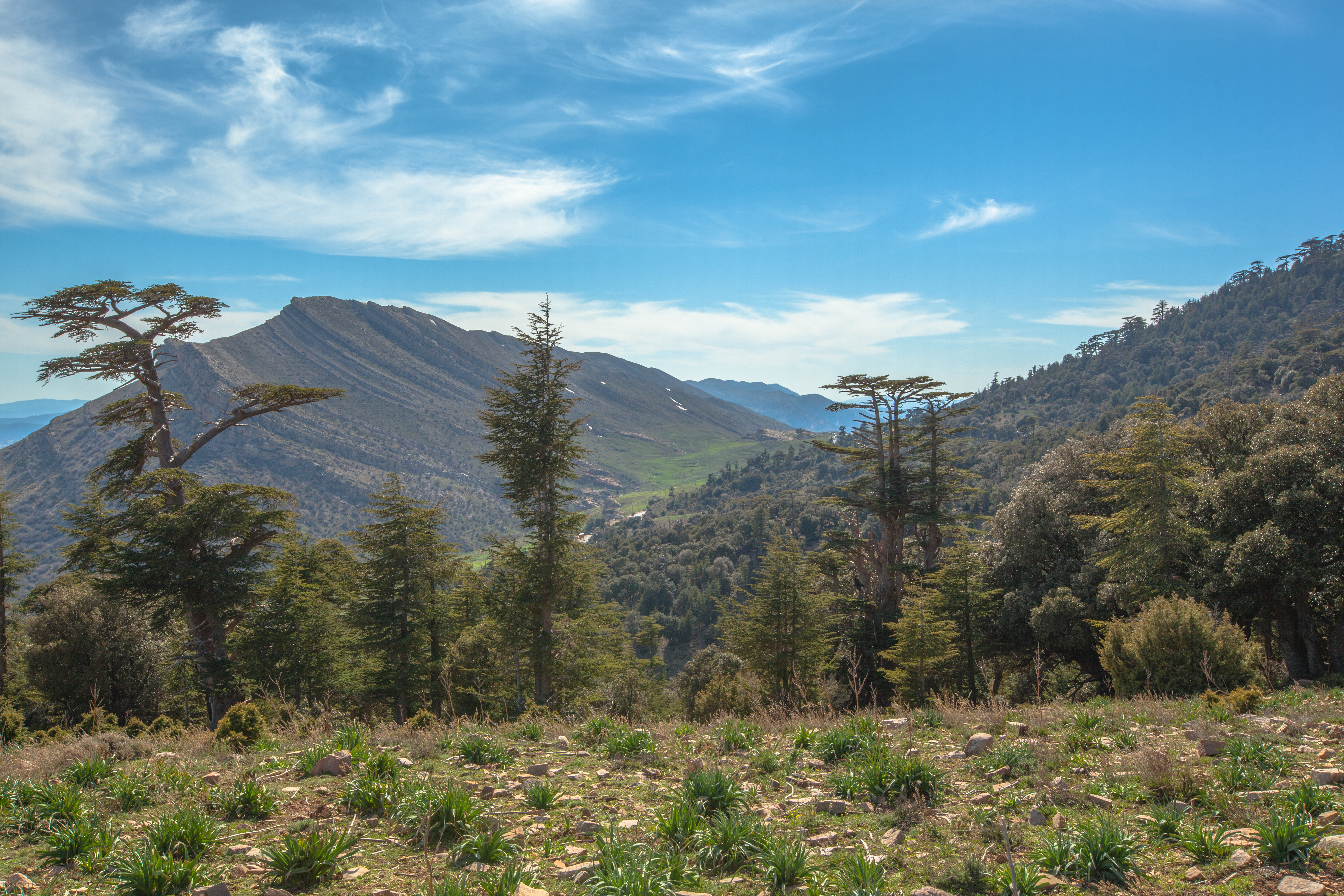
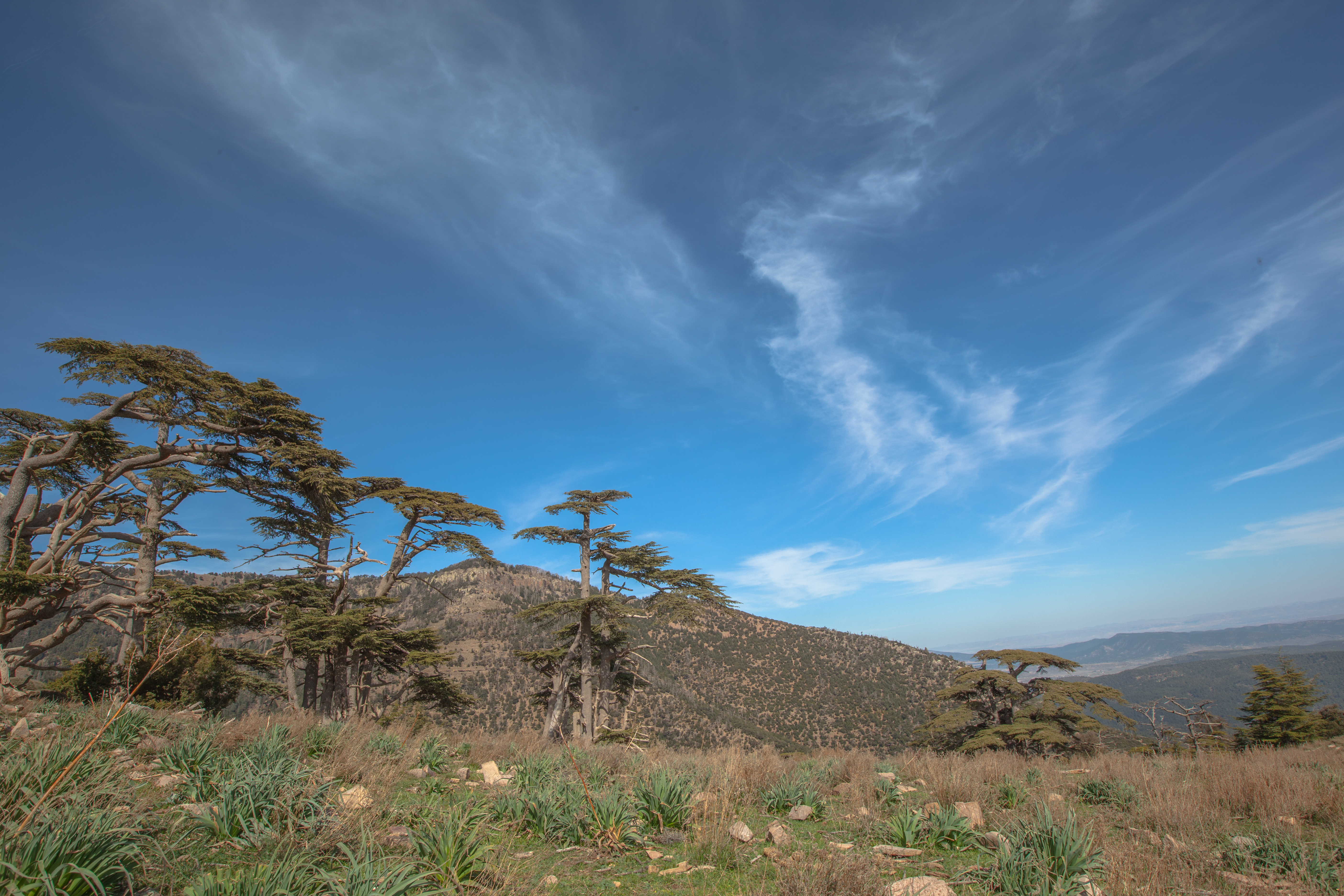
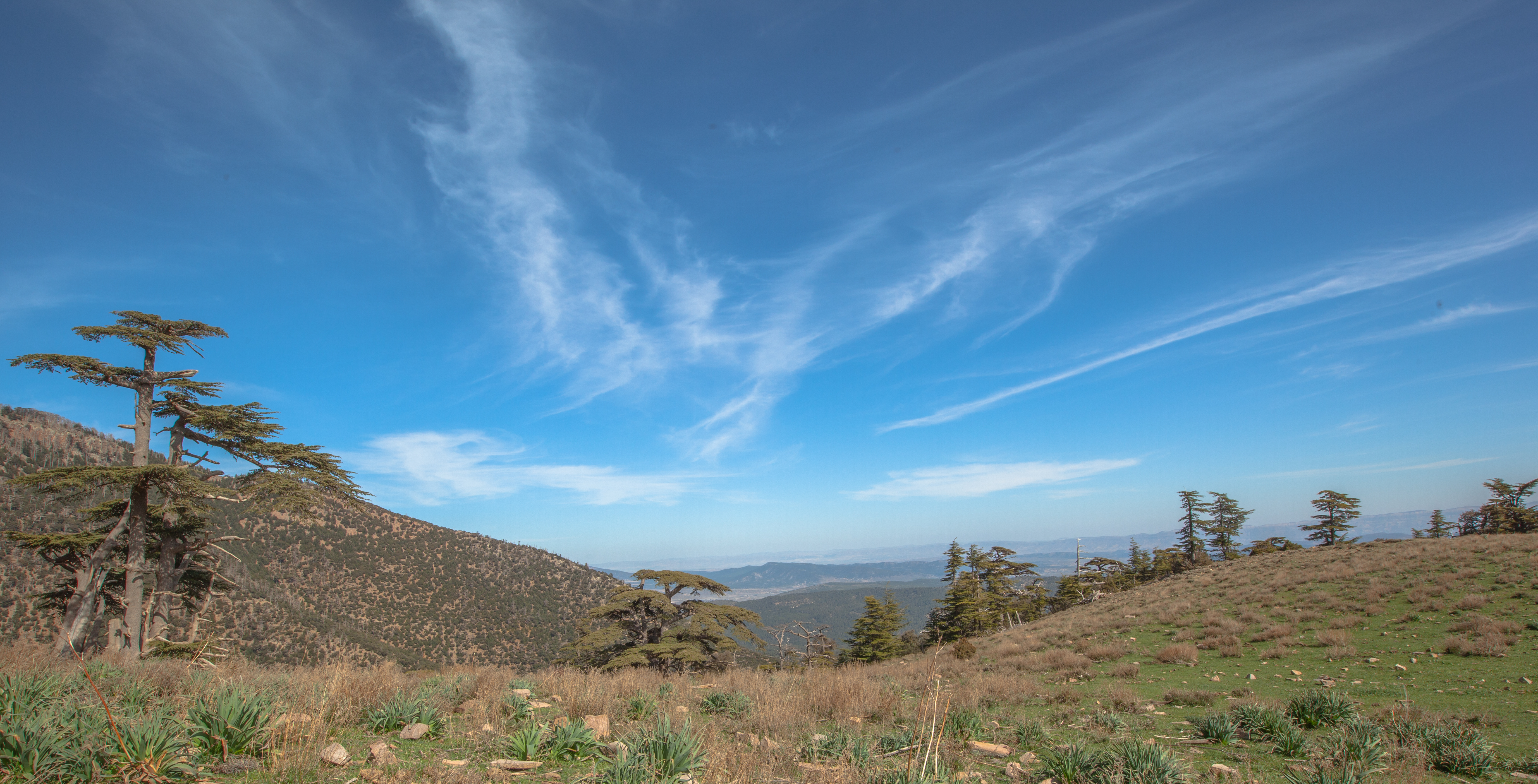
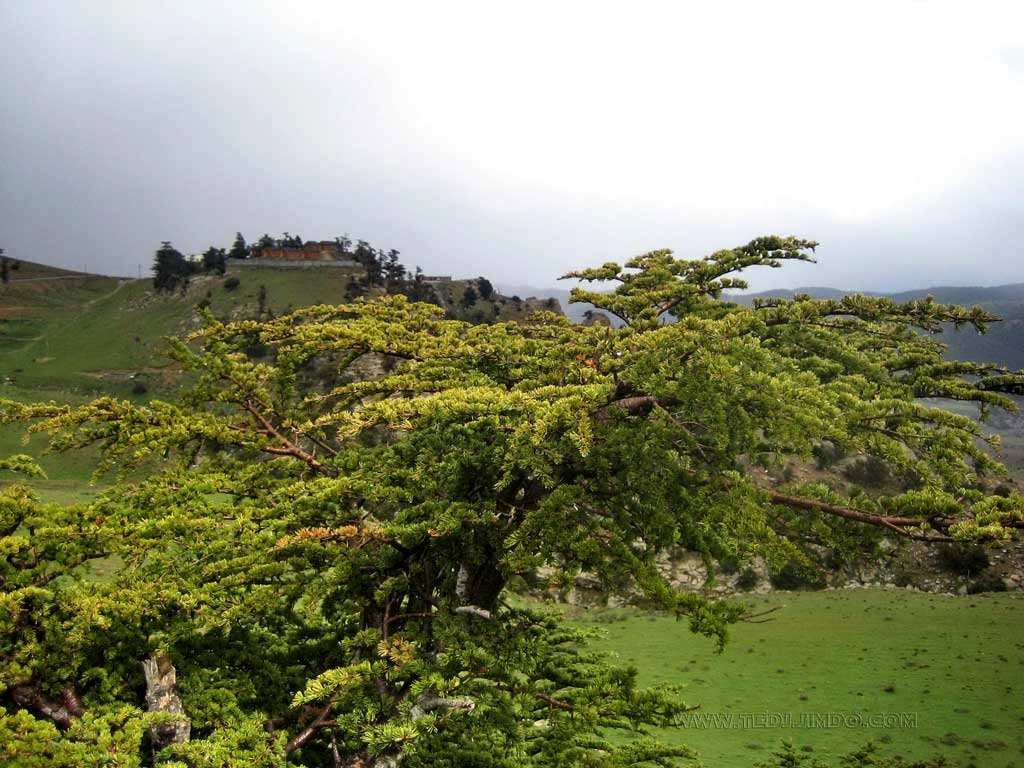
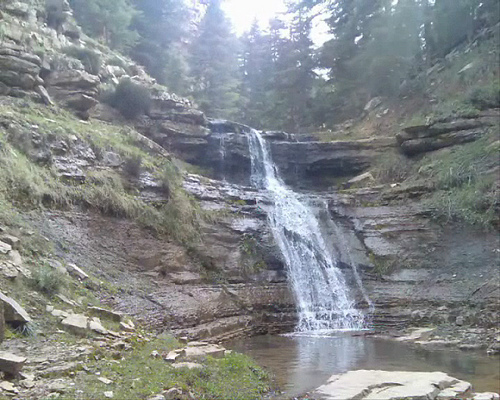

## روابط خارجية
- المعهد القومي لبحوث الغابات (INRF)
- مركز صيد زرالدة (CCZ)
- وزارة الزراعة والتنمية الريفية نسخة محفوظة 19 نوفمبر 2016 على موقع واي باك مشين.
- وزارة التعليم العالي والبحث العلمي نسخة محفوظة 25 أغسطس 2013 على موقع واي باك مشين.